# Łączmy się w pary, kochajmy się
Łączmy się w pary, kochajmy się – maksisingel Kultu wydany w grudniu 2001 roku przez wytwórnię SP Records.

## Lista utworów
1. „Łączmy się w pary, kochajmy się”
2. „Berlin”
3. „Łączmy się w pary, kochajmy się (wersja Kazika)”
4. „Zgroza”
5. „Celina”
6. „Łączmy się w pary, kochajmy się (koncert)”
7. „Studenci”
8. „Dziewczyna bez zęba na przedzie”
9. „Amulet”
10. „Łączmy się w pary, kochajmy się (wersja homo homeini twist)”
11. „Patrz”
12. „Niejeden”
13. „Berlin (basista! baasista!)”

- słowa: Kazik Staszewski
- muzyka: Kult

## Skład
- Krzysztof Banasik – gitara, waltornia, klawisze, sampler, saz, próbki, flet, głos
- Tomasz Goehs – perkusja
- Janusz Grudziński – klawisze, gitara
- Piotr Morawiec – gitara
- Kazik Staszewski – głos, saksofon, sampler, próbki, klawisze
- Ireneusz Wereński – gitara basowa
- Janusz Zdunek – trąbka

gościnnie:
- Marta Żurek – głos
- Sławomir Pietrzak – głos
- Arek Szymański – głos